# Jo Janssen
Jo Janssen (Elsloo, 1959) is een Nederlands architect, stedenbouwkundige, architectuurtheoreticus en docent aan de Universiteit Hasselt. 

## Biografische schets
Jo Janssen groeide op in het Zuid-Limburgse Elsloo. Als zoon van een metselaar vergezelde hij zijn vader soms naar de bouwplaats en raakte hij gefascineerd door het bouwbedrijf. Hij bezocht de middelbare technische school (zie: Ambachtsschool Maastricht) in Maastricht (1976-1979), gevolgd door de hogere technische school in Heerlen (1979-1983). Via deeltijdse vervolgopleidingen aan de Academie van Bouwkunst in Maastricht en de Provinciale Hogeschool Limburg te Hasselt behaalde hij in 1990 zijn Master of Architecture (MArch) en in 2012 zijn Master of Science (MSc). Bij zijn opleidingen miste hij vaak de stedenbouwkundige aspecten, kennis die hij opdeed door veel te reizen, met name in Zwitserland en Italië.
Vanaf 1983 was hij als architect werkzaam, aanvankelijk bij de bureaus van Beckers (Amstenrade), Leinders (Sittard), Snelders (Maastricht) en Satijn (Gronsveld); vanaf 1988 bij Wiel Arets in Maastricht. Vanaf 1990 had hij zijn eigen architectenbureau, Jo Jansen Architecten. Het bureau is gevestigd in het door hemzelf ontworpen Piazza Céramique in Maastricht. Naar eigen zeggen was het nooit zijn ambitie om leiding te geven aan een eigen bureau, omdat hij liever wilde blijven tekenen en ontwerpen.
Sinds 1998 werkt Janssen op projectbasis samen met Wim van den Bergh, die hoogleraar was aan de technische universiteiten van  Delft en Eindhoven, en sinds 2001 aan de RWTH in Aken.
Van 1995 tot 2009 was Janssen (met onderbrekingen) docent aan de Academie van Bouwkunst Maastricht en van 2006 tot 2013 aan de Provinciale Hogeschool Limburg. Vanaf 2013 is hij lector aan de Faculteit Architectuur van de Universiteit Hasselt. Daarnaast leidde hij cursussen en gaf hij gastcolleges en lezingen aan tal van andere (onderwijs)instituten in binnen- en buitenland.

## Gerealiseerde werken (selectie)
De architectuur van Jo Janssen kan gekenschetst worden als functioneel, ruimtelijk en minimalistisch. Terugkerende thema's in zijn werk zijn het repareren van het stedelijk weefsel ("Stadtreparatur") en het ontwerpen van gebouwen die meerdere functies kunnen herbergen en daardoor langer meegaan (functieneutraliteit). Zijn vroege werk was veelal in dienst van andere architecten. Zijn rol in de totstandkoming van enkele veelbesproken gebouwen van Wiel Arets bleef in de meeste gevallen onderbelicht. Naast zijn gerealiseerde ontwerpen, waarvan onderstaand een selectie, maakte hij talloze ontwerpen op eigen initiatief of binnen het kader van prijsvragen, die uiteindelijk niet gerealiseerd zijn. Die projecten ziet hijzelf allerminst als verspilde energie, "want door het maken van schetsontwerpen en uitvoerige ontwikkelingen, scherp je je eigen ideeën aan".
- 1990–1993: Academie Beeldende Kunsten Maastricht (projectarchitect, i.s.m. Wiel Arets)
- 1990–1995: kantoorgebouw AZL Pensioenfonds, Heerlen (projectarchitect, i.s.m. Wiel Arets)
- 1990–1995: woontoren Skydome KNSM-eiland, Amsterdam (projectarchitect, i.s.m. Wiel Arets)
- 1990–1995: kantoorgebouw Indigo, Céramique, Maastricht (projectarchitect, i.s.m. Wiel Arets)
- 1993–1995: Politiebureau, Vaals (projectarchitect, i.s.m. Wiel Arets)
- 1993–2001: woontorens De Hoge Heren, Rotterdam (i.s.m. Wiel Arets)
- 1996–1997: woningbouw Annie M.G. Schmidtstraat, Zutphen
- 1996–1999: kantoor Waterleiding Maatschappij Limburg, Maastricht[6]
- 1997–2002: woningbouw Hazendans, Maastricht (i.s.m. Wim van den Bergh)[7]
- 1998: bestuursgebouw Open Universiteit, Heerlen[8]
- 1999: kantoorgebouw Herdenkingsplein 50, Maastricht (i.s.m. Wim van den Bergh)
- 1999–2001: woonhuizen Bovenstebosch 4 & 22, Vroendaal, Maastricht[9]
- 2000–2004: appartementengebouw De Spil, Vroendaal, Maastricht[10]
- 2000–2002: renovatie kapel en herinrichting Museum de Historische Drukkerij, Maastricht
- 2001–2006: twee woonwerkgebouwen Piazza Céramique, Maastricht (i.s.m. Wim van den Bergh)[11]
- 2002: appartementengebouw Salvator, Roermond[12]
- 2002–2009: woningbouw Limburgia-terrein, Brunssum (i.s.m. Wim van den Bergh)[13]
- 2002–2007: clubhuis tennisvereniging Kimbria, Maastricht[14]
- 2004–2014: appartementengebouwen Venray[15]
- 2006–2009: muziekmakerscentrum MuzyQ (sinds 2014 Q-Factory), Amsterdam[16]
- 2010: woningbouw dorpskern Treebeek (i.s.m. Wim van den Bergh)[17]
- 2010: woningbouw dorpskern Bunde
- 2010–2016: restauratie, herbestemming en nieuwbouw Fryske Akademy, Leeuwarden[18]
- 2010–nu: diverse projecten Curaçao
- 2018–nu: woningbouw Blauwe Loper, Blauwdorp, Maastricht (i.s.m. Wim van den Bergh)[19]
- 2019–2022: appartementengebouw Faenza, Sphinxkwartier, Maastricht

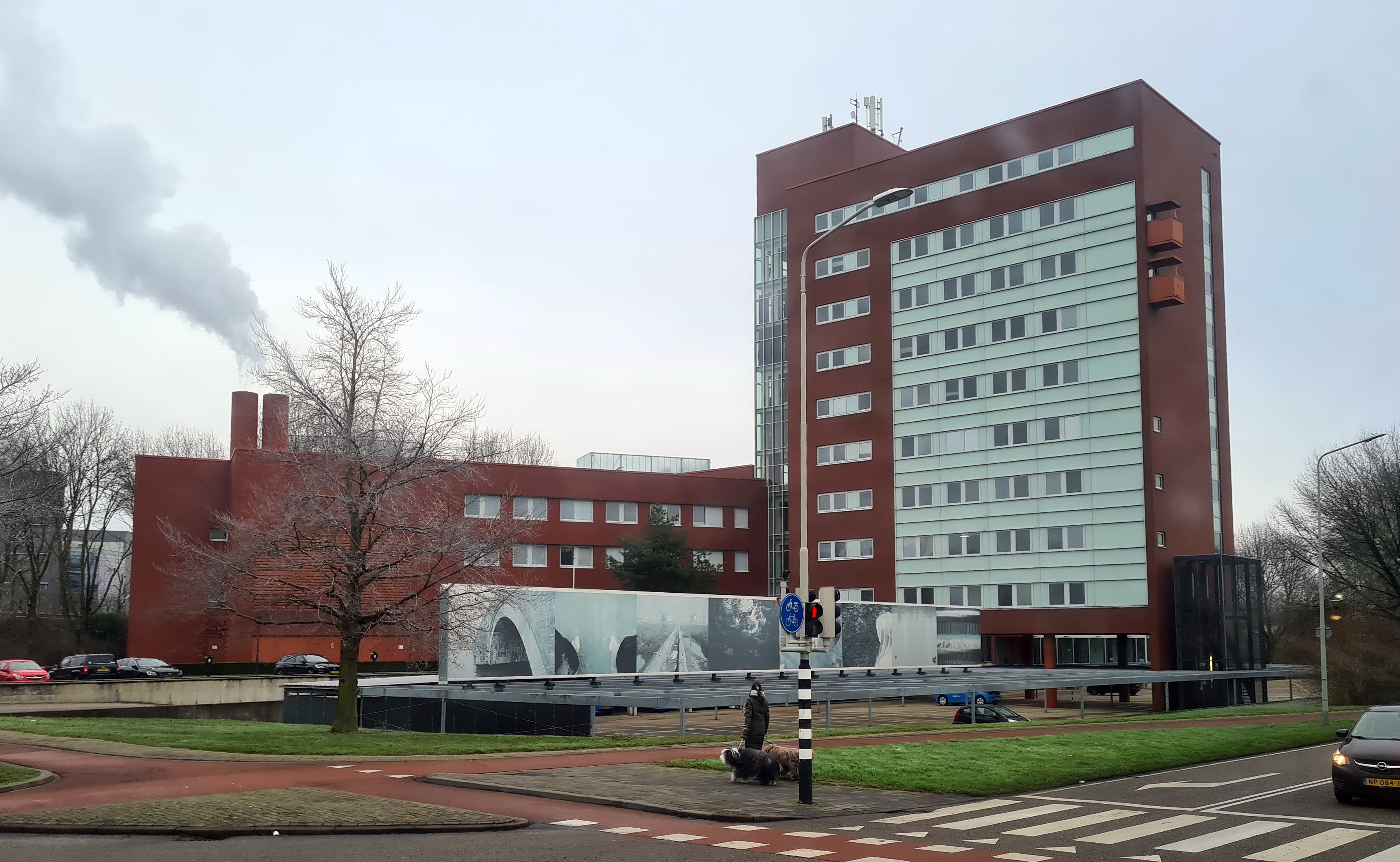
WML-gebouw, Maastricht
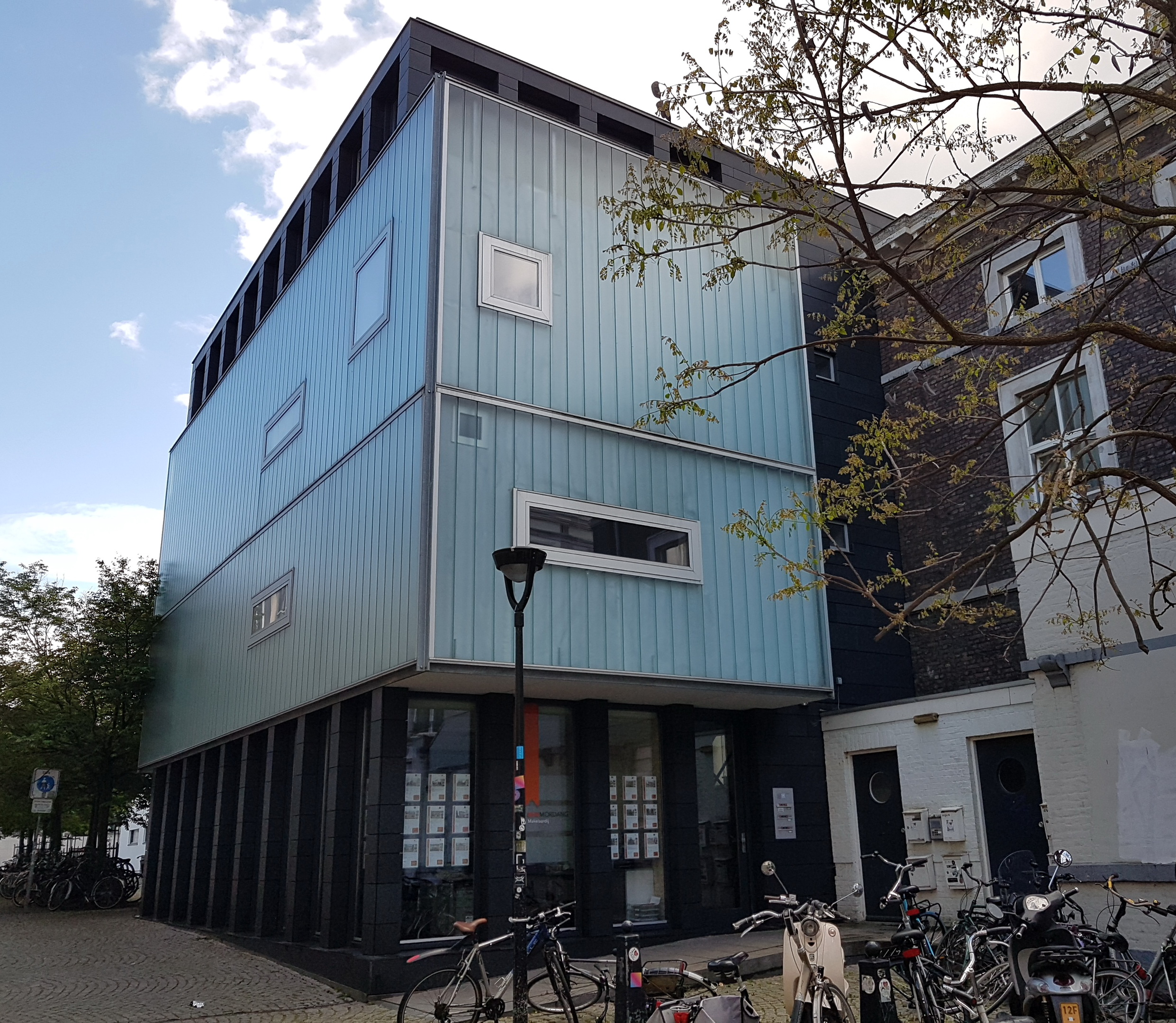
Herdenkingsplein, Maastricht
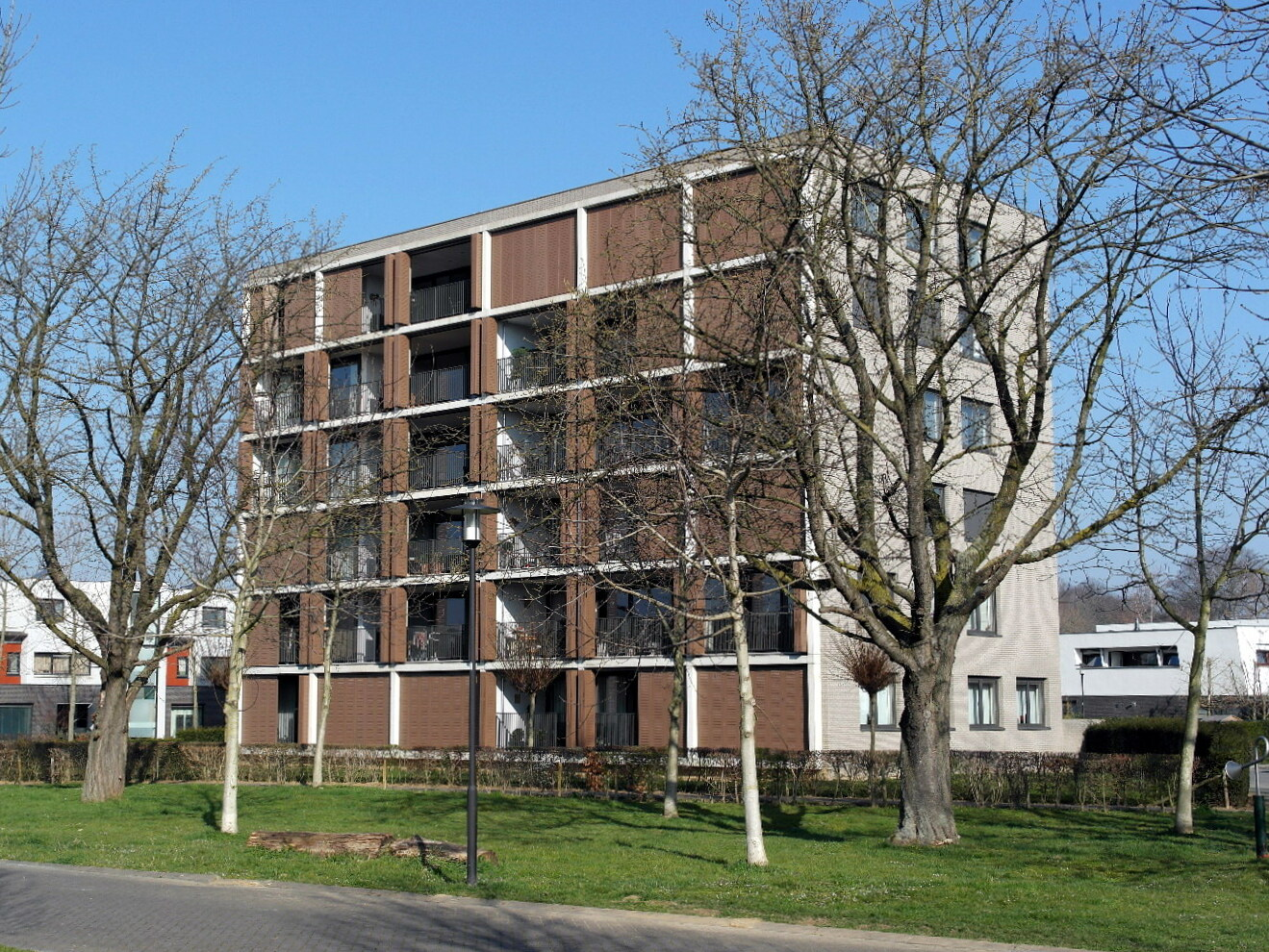
De Spil, Maastricht
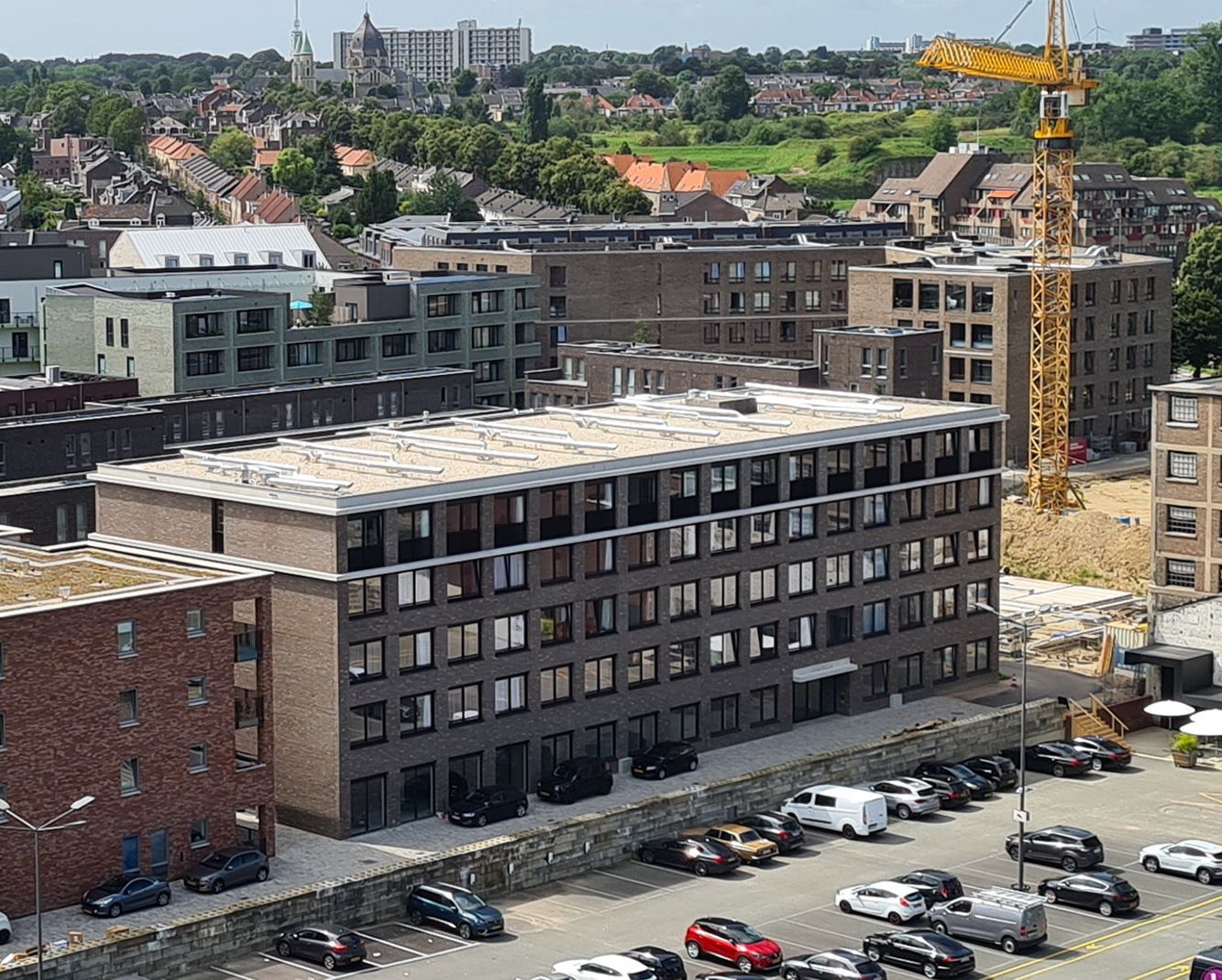
Faenza, Maastricht

## Prijzen, lidmaatschappen
- Janssens' afstudeerproject aan de Academie Beeldende Kunsten Maastricht kreeg het startstipendium van het Fonds voor Beeldende Kunsten, Vormgeving en Bouwkunst 1991/92 en werd daarnaast genomineerd voor de Archiprix 1990, de Euregionale Architectuur Prijs 1991 en de Henriëtte Hustinx Prijs 1992.
- In 1994 werd de Maastrichtse Victor de Stuersprijs toegekend aan het stadsvernieuwingsproject Herdenkingsplein, waaraan Janssen had meegewerkt. Twee andere projecten van hem werden eveneens voor deze prijs genomineerd: in 2000 het WML-gebouw en in 2008 Piazza Céramique. Laatstgenoemd project werd tevens genomineerd voor de prestigieuze Mies van der Rohe Award 2009 en de Europahouse Award 2009. Zijn project Treebeek-Centrum werd genomineerd voor de  Fritz-Höger-Preis 2014 en de Abe Bonnemaprijs 2015.
- Vanaf 1999 was Janssen lid van diverse welstandscommissies, onder andere van de gemeenten Brunssum, Schinnen en Onderbanken (1999-2002), Sittard, Geleen en Born (1999-2004), Heerlen (2003-2004) en Maastricht (2013-nu). Daarnaast was hij lid van diverse adviescommissies, examencommissies en jury's van architectuurprijsvragen.[2]
- Solo-exposities vonden onder meer plaats aan de Technische Universiteit Eindhoven (2008: 'Jo Janssen Architect'), de Academie van Bouwkunst Groningen (2009: 'Jo Janssen Architect'), het Fries Museum (2015: Abe Bonnema Architectuurprijs) en de Architects House Gallery of the Israel Association of United Architects in Tel Aviv (2018: 'Realizations & Projections')